# Prasinocyma reversa
Prasinocyma reversa är en fjärilsart som beskrevs av W. Warren 1912. Prasinocyma reversa ingår i släktet Prasinocyma och familjen mätare. Inga underarter finns listade i Catalogue of Life.